# Dominikana na Letnich Igrzyskach Olimpijskich 2020
Dominikanę na Letnich Igrzyskach Olimpijskich 2020 reprezentowało 65 zawodników: 42 mężczyzn i 23 kobiety. Był to 15 start reprezentacji Dominikany na letnich igrzyskach olimpijskich.

## Zdobyte medale[3]
| Medal  | Zawodnik | Dyscyplina           | Konkurencja                 | Rezultat                                                         | Data       |
| ------ | --- | -------------------- | --------------------------- | ---------------------------------------------------------------- | ---------- |
| Srebro | Zacarías Bonnat | Podnoszenie ciężarów | kategoria do 81 kg mężczyzn | 367 kg                                                           | 31 lipca   |
| Srebro | Lidio Andrés Feliz, Marileidy Paulino, Anabel Medina, Luguelín Santos, Alexander Ogando | Lekkoatletyka        | sztafeta mieszana 4 × 400 m | 3:10,21                                                          | 31 lipca   |
| Srebro | Marileidy Paulino | Lekkoatletyka        | bieg na 400 m kobiet        | 49,20 s                                                          | 6 sierpnia |
| Brąz   | Crismery Santana | Podnoszenie ciężarów | kategoria do 87 kg kobiet   | 256 kg                                                           | 2 sierpnia |
| Brąz   | Darío Álvarez, Gabriel Arias, Jairo Asencio, Luis Felipe Castillo, Jumbo Díaz, Junior García, Jhan Mariñez, Cristopher Mercedes, Denyi Reyes, Ramón Rosso, Ángel Sánchez, Roldani Baldwin, Charlie Valerio, José Bautista, Juan Francisco, Jeison Guzmán, Erick Mejia, Gustavo Núñez, Emilio Bonifácio, Melky Cabrera, Johan Mieses, Yefri Pérez, Julio Rodríguez | Baseball             | turniej mężczyzn            | W meczu o brązowy medal pokonali reprezentację Korei Południowej | 7 sierpnia |

## Skład kadry

### Baseball
- Reprezentacja mężczyzn

| - Darío Álvarez - Gabriel Arias - Jairo Asencio - Luis Felipe Castillo - Jumbo Díaz - Junior García - Jhan Mariñez - Cristopher Mercedes - Denyi Reyes - Ramón Rosso - Ángel Sánchez - Roldani Baldwin |  | - Charlie Valerio - Juan Francisco - José Bautista - Jeison Guzmán - Erick Mejia - Gustavo Núñez - Emilio Bonifácio - Melky Cabrera - Johan Mieses - Yefri Pérez - Julio Rodríguez |

| Drużyna    | Konkurencja | Faza grupowa     | Faza grupowa     | Faza grupowa | Pierwsza runda       | Druga runda      | Repasaż 1        | Repasaż 2             | Półfinał         | Finał / 3.miejsce     | Pozycja | Źródło      |
| Drużyna    | Konkurencja | Przeciwnik Wynik | Przeciwnik Wynik | Pozycja      | Przeciwnik Wynik     | Przeciwnik Wynik | Przeciwnik Wynik | Przeciwnik Wynik      | Przeciwnik Wynik | Przeciwnik Wynik      | Pozycja | Źródło      |
| ---------- | ----------- | ---------------- | ---------------- | ------------ | -------------------- | ---------------- | ---------------- | --------------------- | ---------------- | --------------------- | ------- | ----------- |
| Dominikana | mężczyźni   | Japonia 3:4      | Meksyk 1:0       | 2.           | Korea Południowa 3:4 | NQ               | Izrael 7:6       | Stany Zjednoczone 1:3 | NQ               | Korea Południowa 10:6 | brąz    | [ 4 ] [ 5 ] |

### Boks
| Zawodnik             | Konkurencja              | 1/16             | 1/8                | Ćwierćfinał      | Półfinał         | Finał            | Finał   | Źródło |
| Zawodnik             | Konkurencja              | Przeciwnik Wynik | Przeciwnik Wynik   | Przeciwnik Wynik | Przeciwnik Wynik | Przeciwnik Wynik | Miejsce | Źródło |
| -------------------- | ------------------------ | ---------------- | ------------------ | ---------------- | ---------------- | ---------------- | ------- | ------ |
| Rodrigo Marte        | waga musza mężczyzn      | Tetteh P 2-3     | NQ                 | NQ               | NQ               | NQ               | 17.     | [ 6 ]  |
| Alexy de la Cruz     | waga piórkowa mężczyzn   | Allicock W 5-0   | Batyrgazijew P 0-5 | NQ               | NQ               | NQ               | 9.      | [ 7 ]  |
| Leonel de los Santos | waga lekka mężczyzn      | Usmonov P 1-4    | NQ                 | NQ               | NQ               | NQ               | 17.     | [ 8 ]  |
| Rohan Polanco        | waga półśrednia mężczyzn | Bye              | Baturov P 0-4      | NQ               | NQ               | NQ               | 9.      | [ 9 ]  |
| Euri Cedeño          | waga średnia mężczyzn    | Sella W RSC      | Verón W 3-2        | Chyžniak P 1-4   | NQ               | NQ               | 5.      | [ 10 ] |
| Miguelina Hernández  | waga musza kobiet        | Mary Kom P 1-4   | NQ                 | NQ               | NQ               | NQ               | 17.     | [ 11 ] |
| María Moronta        | waga półśrednia kobiet   | Bye              | Da Silva W 5-0     | Jones P 0-4      | NQ               | NQ               | 5.      | [ 12 ] |

### Jeździectwo
Ujeżdżenie
| Zawodnik              | Koń                      | Konkurencja | Grand Prix | Grand Prix | Grand Prix Special | Grand Prix Special | Finał | Finał | Źródło               |
| Zawodnik              | Koń                      | Konkurencja | Wynik      | Poz.       | Wynik              | Poz.               | Wynik | Poz.  | Źródło               |
| --------------------- | ------------------------ | ----------- | ---------- | ---------- | ------------------ | ------------------ | ----- | ----- | -------------------- |
| Yvonne Losos de Muñiz | Ujeżdżenie indywidualnie | Aquamarijn  | 70,869     | 22.        | NQ                 | NQ                 | NQ    | NQ    | [ 13 ] [ 14 ] [ 15 ] |

Skoki przez przeszkody
| Zawodnik          | Konkurencja   | Koń      | Kwalifikacje | Kwalifikacje | Kwalifikacje | Kwalifikacje | Finał      | Finał       | Finał   | Pozycja | Źródło        |
| Zawodnik          | Konkurencja   | Koń      | Kary         | Kary         | Łącznie      | Pozycja      | Kary       | Kary        | Łącznie | Pozycja | Źródło        |
| Zawodnik          | Konkurencja   | Koń      | Przeszkody   | Limit czasu  | Łącznie      | Pozycja      | Przeszkody | Limit czasu | Łącznie | Pozycja | Źródło        |
| ----------------- | ------------- | -------- | ------------ | ------------ | ------------ | ------------ | ---------- | ----------- | ------- | ------- | ------------- |
| Hector Florentino | indywidualnie | Carnaval | 12           | 2            | 14           | 60.          | NQ         | NQ          | NQ      | NQ      | [ 16 ] [ 17 ] |

### Judo
| Zawodnik          | Konkurencja | 1/16                | 1/8                 | Ćwierćfinał         | Półfinał            | Repasaże            | Finał / 3.miejsce   | Finał / 3.miejsce | Źródła |
| Zawodnik          | Konkurencja | Przeciwniczka Wynik | Przeciwniczka Wynik | Przeciwniczka Wynik | Przeciwniczka Wynik | Przeciwniczka Wynik | Przeciwniczka Wynik | Pozycja           | Źródła |
| ----------------- | ----------- | ------------------- | ------------------- | ------------------- | ------------------- | ------------------- | ------------------- | ----------------- | ------ |
| Robert Florentino | -90 kg (m)  | Nhabali P 00-01     | NQ                  | NQ                  | NQ                  | NQ                  | NQ                  | 17.               | [ 18 ] |

### Lekkoatletyka
Konkurencje biegowe
| Zawodnik                                                                            | Konkurencja                 | Eliminacje | Eliminacje | Półfinał | Półfinał | Finał   | Finał   | Źródło |
| Zawodnik                                                                            | Konkurencja                 | Wynik      | Miejsce    | Wynik    | Miejsce  | Wynik   | Miejsce | Źródło |
| ----------------------------------------------------------------------------------- | --------------------------- | ---------- | ---------- | -------- | -------- | ------- | ------- | ------ |
| Yancarlos Martínez                                                                  | 200 m (m)                   | 20,17      | 2.         | 20,24    | 4.       | NQ      | NQ      | [ 19 ] |
| Marileidy Paulino                                                                   | 400 m (k)                   | 50,06      | 1.         | 49,38    | 1.       | 49,20   | srebro  | [ 20 ] |
| Lidio Andrés Feliz Marileidy Paulino Anabel Medina Luguelín Santos Alexander Ogando | sztafeta mieszana 4 × 400 m | 3:12,74    | 2.         | N/A      | N/A      | 3:10,21 | srebro  | [ 21 ] |

Konkurencje techniczne
| Zawodnik      | Konkurencja  | Kwalifikacje | Kwalifikacje | Finał | Finał   | Źródło |
| Zawodnik      | Konkurencja  | Wynik        | Miejsce      | Wynik | Miejsce | Źródło |
| ------------- | ------------ | ------------ | ------------ | ----- | ------- | ------ |
| Ana José Tima | trójskok (k) | 14,11        | 16.          | NQ    | NQ      | [ 22 ] |

### Pływanie
| Zawodnik        | Konkurencja           | Eliminacje | Eliminacje | Półfinał | Półfinał | Finał | Finał   | Źródło |
| Zawodnik        | Konkurencja           | Czas       | Miejsce    | Czas     | Miejsce  | Czas  | Miejsce | Źródło |
| --------------- | --------------------- | ---------- | ---------- | -------- | -------- | ----- | ------- | ------ |
| Josué Domínguez | 100 m klasycznym (m)  | 1:01,86    | 39.        | NQ       | NQ       | NQ    | NQ      | [ 23 ] |
| Josué Domínguez | 200 m klasycznym (m)  | 2:17,34    | 34.        | NQ       | NQ       | NQ    | NQ      | [ 24 ] |
| Krystal Lara    | 100 m grzbietowym (k) | 1:03,07    | 35.        | NQ       | NQ       | NQ    | NQ      | [ 25 ] |
| Krystal Lara    | 200 m grzbietowym (k) | 2:18,63    | 27.        | NQ       | NQ       | NQ    | NQ      | [ 26 ] |

### Podnoszenie ciężarów
| Zawodnik         | Konkurencja     | Rwanie | Rwanie  | Podrzut | Podrzut | Razem  | Pozycja | Źródło |
| Zawodnik         | Konkurencja     | Wynik  | Pozycja | Wynik   | Pozycja | Razem  | Pozycja | Źródło |
| ---------------- | --------------- | ------ | ------- | ------- | ------- | ------ | ------- | ------ |
| Luis García      | -61 kg mężczyzn | 120 kg | 11.     | 154 kg  | 8.      | 274 kg | 8.      | [ 27 ] |
| Zacarías Bonnat  | -81 kg mężczyzn | 163 kg | 6.      | 204 kg  | 2.      | 367 kg | srebro  | [ 27 ] |
| Beatriz Pirón    | -49 kg kobiet   | 81 kg  | 6.      | 95 kg   | 10.     | 176 kg | 8.      | [ 27 ] |
| Crismery Santana | -87 kg kobiet   | 116 kg | 2.      | 140 kg  | 4.      | 256 kg | brąz    | [ 27 ] |
| Verónica Saladín | +87 kg kobiet   | 111 kg | 6.      | 131 kg  | 7.      | 242 kg | 7.      | [ 27 ] |

### Siatkówka
Turniej kobiet
- Reprezentacja kobiet

| - Annerys Vargas - Lisvel Eve-Castillo - Brenda Castillo - Camil Domínguez - Niverka Marte - Prisilla Rivera |  | - Yonkaira Peña - Bethania de la Cruz - Brayelin Martínez - Jineiry Martínez - Gaila González - Larysmer Martínez Caro |

| Drużyna    | Konkurencja    | Faza grupowa     | Faza grupowa     | Faza grupowa           | Faza grupowa     | Faza grupowa     | Faza grupowa | Ćwierćfinały            | Półfinały        | Finał            | Pozycja | Źródło |
| Drużyna    | Konkurencja    | Przeciwnik Wynik | Przeciwnik Wynik | Przeciwnik Wynik       | Przeciwnik Wynik | Przeciwnik Wynik | Pozycja      | Przeciwnik Wynik        | Przeciwnik Wynik | Przeciwnik Wynik | Pozycja | Źródło |
| ---------- | -------------- | ---------------- | ---------------- | ---------------------- | ---------------- | ---------------- | ------------ | ----------------------- | ---------------- | ---------------- | ------- | ------ |
| Dominikana | turniej kobiet | Serbia P 0:3     | Brazylia P 2:3   | Korea Południowa P 2:3 | Kenia W 3:0      | Japonia P 1:3    | 4.           | Stany Zjednoczone P 0:3 | NQ               | NQ               | 8.      | [ 28 ] |

### Skoki do wody
| Zawodnik           | Konkurencja                      | Preeliminacje | Preeliminacje | Półfinał | Półfinał | Finał  | Finał   | Źródło        |
| Zawodnik           | Konkurencja                      | Punkty        | Miejsce       | Punkty   | Miejsce  | Punkty | Miejsce | Źródło        |
| ------------------ | -------------------------------- | ------------- | ------------- | -------- | -------- | ------ | ------- | ------------- |
| Jonathan Ruvalcaba | trampolina 3 m indywidualnie (m) | 383,05        | 18.           | 398,65   | 13.      | NQ     | NQ      | [ 29 ] [ 30 ] |

### Taekwondo
| Zawodnik            | Konkurencja     | 1/8               | Ćwierćfinał        | Półfinał         | Repesaż          | Finał/3.miejsce  | Finał/3.miejsce | Źródło |
| Zawodnik            | Konkurencja     | Przeciwnik Wynik  | Przeciwnik Wynik   | Przeciwnik Wynik | Przeciwnik Wynik | Przeciwnik Wynik | Pozycja         | Źródło |
| ------------------- | --------------- | ----------------- | ------------------ | ---------------- | ---------------- | ---------------- | --------------- | ------ |
| Bernardo Pié        | -68 kg mężczyzn | Achab W 18-11     | Zhao Shuai P 8-13  | NQ               | NQ               | NQ               | 9.              | [ 31 ] |
| Moisés Hernández    | -80 kg mężczyzn | Rafalovich P 7-17 | NQ                 | NQ               | NQ               | NQ               | 7.              | [ 32 ] |
| Katherine Rodríguez | +67 kg kobiet   | Kuş W 7-5         | Lee Da-bin P 14-23 | NQ               | Traoré P 9-11    | NQ               | 7.              | [ 33 ] |

### Wioślarstwo
| Zawodnik        | Konkurencja | Eliminacje | Eliminacje | Repasaż | Repasaż | Ćwierćfinały | Ćwierćfinały | Półfinały            | Półfinały | Finał           | Finał | Miejsce | Źródło |
| Zawodnik        | Konkurencja | Czas       | M.         | Czas    | M.      | Czas         | M.           | Czas                 | M.        | Czas            | M.    | Miejsce | Źródło |
| --------------- | ----------- | ---------- | ---------- | ------- | ------- | ------------ | ------------ | -------------------- | --------- | --------------- | ----- | ------- | ------ |
| Ignacio Vásquez | M1x         | 7:43,71    | 5.         | 7:42,83 | 3.      | N/A          | N/A          | 7:40,80 Półfinał E/F | 1.        | 7:25,88 Finał E | 1.    | 25.     | [ 34 ] |